# Chất lượng cuộc sống

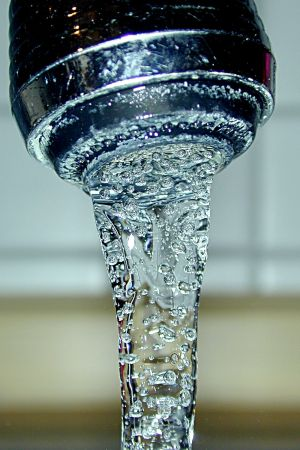
Nước sạch, một trong những tiêu chí đánh giá chất lượng cuộc sống, nhất là đối với các nước đang phát triển

Chất lượng cuộc sống là một thuật ngữ được sử dụng để đánh giá chung nhất về các mức độ tốt đẹp của cuộc sống đối với các cá nhân và trên phạm vi toàn xã hội cũng như đánh giá về mức độ hạnh phúc và hài lòng (well-being) hoàn toàn về thể chất, tâm thần, và xã hội. Chất lượng cuộc sống là thước đo về phúc lợi vật chất và giá trị tinh thần. Trong thời đại ngày nay, việc không ngừng nâng cao chất lượng cuộc sống cho con người là một nỗ lực của các nhà nước (Chính phủ), xã hội và cả cộng đồng quốc tế.

## Thuật ngữ
Thuật ngữ chất lượng cuộc sống được sử dụng trong một loạt các ngữ cảnh bao gồm các lĩnh vực phát triển quốc tế, y tế, sức khỏe và thậm chí là cả về mặt chính trị. Chất lượng cuộc sống không nên nhầm lẫn với khái niệm về mức sống, mà tiêu chí là dựa chủ yếu vào thu nhập. Thay vào đó, chỉ số tiêu chuẩn về chất lượng của cuộc sống bao gồm không chỉ về thu nhập, sự giàu có và việc làm, mà còn là môi trường xã hội, môi trường sống, sức khỏe (về thể chất) và tinh thần, giáo dục, giải trí và cuộc sống riêng tư. Chất lượng cuộc sống cũng không nên nhầm với chất lượng sống, một khái niệm chỉ về các chỉ số sức khỏe của con người.
Ngoài ra chất lượng cuộc sống thường xuyên liên quan đến những khái niệm trừ tượng và đậm màu sắc chính trị như tự do, dân chủ, nhân quyền, dân quyền. Ngoài ra nó cũng liên quan đến chỉ số hạnh phúc, tuy nhiên, vì hạnh phúc là yếu tố mang tính chủ quan và khó để đo lường, thống kê, người ta không thể cân đong đo đếm được và không nhất thiết phải là sự giàu có, tăng thu nhập mới là sự hạnh phúc, thoải mái và mức sống không nên được coi là một thước đo duy nhất của hạnh phúc.

## Đo lường

### Các tiêu chí được đề cập
Chất lượng cuộc sống là một phạm trù khá rộng và là vấn đề mang nặng tính chủ quan. Không giống như GDP bình quân đầu người hoặc mức sống, cả hai đều có thể được đo trong các số liệu tài chính, kinh tế, chất lượng cuộc sống khó khăn hơn nhiều để thực hiện những phép đo một cách khách quan hoặc lâu dài.
Giáo sư Joseph Stiglitz cho rằng:
| “ | GDP, tổng sản phẩm nội địa là chỉ số cho phép chúng ta đo lường những gì có thể tính được bằng tiền. Chỉ số đó không quan tâm đến chất lượng cuộc sống. Chất lượng cuộc sống là gì ? Đó là những chỉ số liên quan đến các điều kiện giải trí, giáo dục, y tế môi trường v.v. | ” |

Chất lượng cuộc sống và hạnh phúc hiện tại  của con người tùy thuộc vào mức thu nhập vào các điều kiện kinh tế và tài chính. Nhưng vấn đề là điều kiện sống có thoải mái hay không? Điều đó tùy thuộc vào sức khỏe, vào môi trường xã hội, vào kiến thức của từng người, vào các hoạt động văn hóa, vào thời gian để giải trí, nói chung là vào rất nhiều yếu tố không thể cân, đong, đo, đếm bằng tiền bạc.

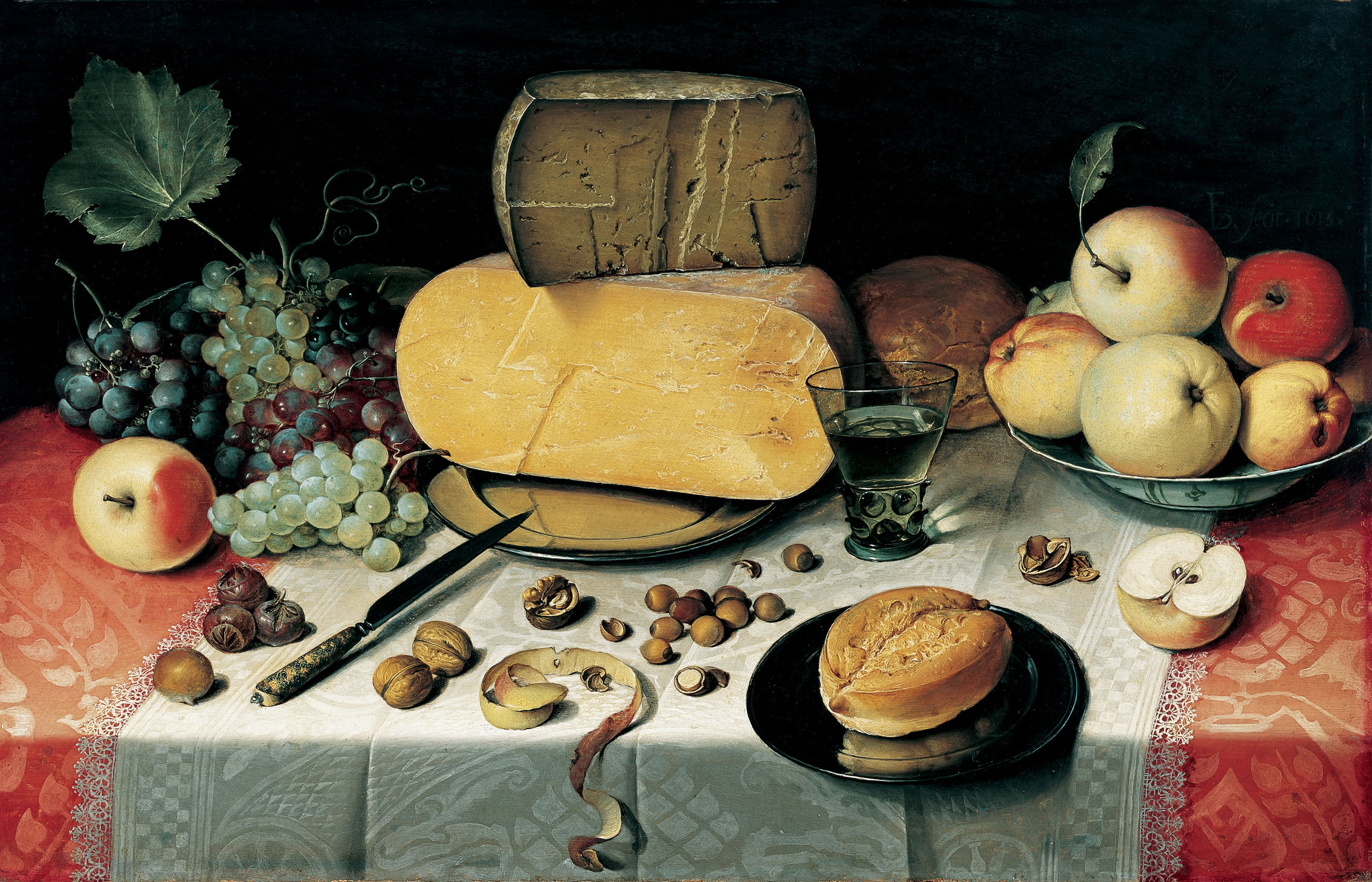
Bữa ăn một trong những yếu tố phản ánh chất lượng cuộc sống

Một số tiêu chí khác có thể phản ánh chất lượng cuộc sống như: HDI, GDP (GDP bình quân đầu người và hộ gia đình, chỉ số nghèo đói), chỉ số giáo dục (gồm tỷ lệ người biết chữ, trình độ văn hóa và tay nghề, số người mù chữ, số năm đến trường, cơ sở hạ tầng cho giáo dục), Chỉ số tuổi thọ (gồm tuổi thọ, sức khỏe, y tế và các dịch vụ y tế, chăm sóc sức khỏe, cơ sở hạ tầng cho y tế), và một số tiêu chí khác như chỉ số calo bình quân đầu người - phản ánh tình trạng no đủ và chất lượng bữa ăn đầu người, điều kiện sử dụng điện sinh hoạt, sử dụng nước sinh hoạt (nước sạch, nước lọc, nước máy, nước ngầm, nước giếng...) là vấn đề cơ bản và cấp thiết của con người, điều kiện về nhà ở, chỗ ở của con người (bao gồm diện tích nhà ở và chất lượng nhà ở), ngoài ra còn các công trình công cộng, xã hội khác như công viên, nhà vệ sinh công cộng, nhà ở xã hội.... và các công trình phúc lợi công cộng khác phục vụ cho cuộc sống vật chất và tinh thần của con người.

### Theo Liên Hợp Quốc
Có lẽ biện pháp quốc tế được sử dụng phổ biến nhất để đo lường chất lượng cuộc sống là các chỉ số phát triển con người (HDI), với các nội dung cơ bản về tuổi thọ, giáo dục và mức sống như là một nỗ lực để nâng cao cuộc sống có cho các cá nhân trong một xã hội nhất định. HDI được sử dụng bởi Chương trình Phát triển của Liên Hợp Quốc trong Báo cáo phát triển con người của Liên Hợp Quốc. Đây là một tiêu chí tổng hợp phản ánh chất lượng cuộc sống.
Hiện nay, tiêu chí để đánh giá chất lượng cuộc sống của một nước dựa trên bảng chỉ số phát triển con người của Liên Hợp Quốc, chuyên theo dõi tỉ lệ mù chữ ở người lớn, tuổi thọ trung bình và mức thu thập. Bên cạnh những nhân tố xếp hạng truyền thống như kinh tế, an ninh, tỉ lệ thất nghiệp, còn có những nhân tố khác như việc áp dụng các biện pháp tránh thai, sức khoẻ của trẻ em, tỉ lệ tội phạm, tử hình...

### Tiêu chí của WHO
WHO đã đưa ra tiêu chí chất lượng cuộc sống (Quality of life-100) gồm 100 câu hỏi trắc nghiệm để đo một số tiêu chí là:
- Mức độ sảng khoái về thể chất gồm:
  - Sức khỏe
  - Tinh thần
  - Ăn uống
  - Ngủ, nghỉ
  - Đi lại (giao thông, vận tải)
  - Thuốc men (y tế, chăm sóc sức khỏe)
- Mức độ sảng khoái về tâm thần
  - Yếu tố tâm lý
  - Yếu tố tâm linh (tín ngưỡng, tôn giáo)
- Mức độ sảng khoái về xã hội gồm:
  - Các mối quan hệ xã hội kể cả quan hệ tình dục
  - Môi trường sống (bao gồm cả môi trường xã hội: an toàn, an ninh, kinh tế, văn hóa, chính trị… và môi trường thiên nhiên).

Trên cơ sở đó chất lượng cuộc sống được định nghĩa như một cảm nhận có tính cách chủ quan của cá nhân đặt trong bối cảnh môi trường xã hội và thiên nhiên

## Xếp hạng

### 2010
Năm 2010, Liên Hợp Quốc xếp hạng chỉ số chất lượng cuộc sống, theo đó một số nước có chất lượng cuộc sống cao là:
- Hàng cao nhất

1. Na Uy
2. Úc
3. New Zealand
4. Mỹ
5. Ireland
6. Liechtenstein
7. Hà Lan
8. Canada
9. Thụy Điển
10. Đức
11. Nhật
12. Hàn Quốc
13. Thụy Sĩ
14. Pháp
15. Israel
16. Phần Lan
17. Iceland
18. Bỉ
19. Đan Mạch
20. Tây Ban Nha

....
- Hàng trung bình

113. Việt Nam
114. Maroc
119. Ấn Độ
122. Lào
124. Campuchia
....
- Hàng cuối

Zimbabwe đứng cuối bảng xếp hạng của 169 nước được xếp hạng, sau Mozambique, Burundi, Niger và Cộng hòa dân chủ Congo.

### 2011
Tuy nhiên vào năm 2011, Australia đã trở thành nước đứng đầu nhóm các nước có chỉ số cao về đảm bảo chất lượng cuộc sống cho người dân. Hai vị trí tiếp theo thuộc về Canada và Thụy Điển. Mỹ đứng thứ 7 và Thổ Nhĩ Kỳ đứng cuối cùng.
Năm 2011, Tổ chức hợp tác và phát triển kinh tế (OECD) đã công bố danh sách 11 nước đứng đầu thế giới về chất lượng sống. Thứ tự 11 nước như sau:
1. Úc: Tuổi thọ trung bình: 81 tuổi. Tỷ lệ lao động phải làm việc hơn 50 giờ mỗi tuần: 0,14%
2. Canada: Số phòng bình quân của một người: 2,5 phòng. Tỷ lệ người lao động phải làm 50 giờ một tuần: 0,04%
3. Thụy Điển: Tỷ lệ người dân không có nhà vệ sinh riêng: 0%. Tỷ lệ cử tri đi bầu cử: 82%
4. New Zealand: Tuổi thọ trung bình: 80,4 năm. Tỷ lệ những người có thể dựa vào bạn bè hoặc người thân: 97,1%
5. Na Uy: Chi tiêu bình quân một hộ gia đình: 29.366 đôla một năm. Tỷ lệ lao động: 75,31%
6. Đan Mạch: Mức độ hài lòng về cuộc sống của người dân là: 7,8/10. Tỷ lệ bà mẹ đang làm việc và có con trong độ tuổi đi học là: 77,5%
7. Mỹ: Tỷ lệ người không có nhà vệ sinh riêng: 0%. Số vụ giết người trên 100.000 người dân: 5,2
8. Thụy Sĩ: Tỷ lệ người lao động: 78,59%. Tỷ lệ đi bỏ phiếu: 49% dân số đăng ký.
9. Phần Lan: Thời gian một người tiêu tốn cho giải trí và chăm sóc cá nhân: 15,95 giờ mỗi tuần. Tỷ lệ người không có nhà vệ sinh riêng: 0,80%
10. Hà Lan: Tỷ lệ người lao động: 74,67%. Tỷ lệ lao động phải làm hơn 50 giờ mỗi tuần: 0,01%
11. Luxembourg: Số vụ giết người trên 100.000 người dân: 1,5 vụ. Tỷ lệ lao động trong độ tuổi 15 – 64 đang tìm việc làm: 1,29%